# Universitatea „Athenaeum” din București
Universitatea „Athenaeum” din București (UATH) este o instituție de învățământ  superior privată și de utilitate publică din București, România.

## Prezentare generală
Apariția Universității “Athenaeum” în 1990 (printre primele universități cu caracter privat din România) a suscitat un viu interes în rândul tinerilor, cărora li se deschideau noi și importante perspective, atât de mult blocate și închise în ultimele decenii ale secolului XX.
Acreditată prin Legea nr.135/2005 Universitatea „Athenaeum” are în structura sa 2 facultății cu 5 specializări, studii universitare de mesterat, studii postuniversitare și cursuri de perfecționare a specialiștilor atât sub aspect profesional cât și managerial.
Universitatea „Athenaeum” pe toată traictoria activității marcată de cei 24 de ani de funcționare, se preocupă de realizarea în condiții optime a misiunii sale: învățământ și cercetare științifică de calitate, mereu în concordanță cu ecuația cerere-ofertă educațională, ea însăți în dinamică permanentă în spațiul intern european internațional.
Universitatea „Athenaeum” are în prezent Facultatea de Științe Economice și Facultatea Administrație Publică.
În ședința Consiliului ARACIS din 25.02.2016 a fost avizat calificativul „Lipsă de încredere” pentru Universitatea „Athenaeum” din București.

## Studii universitare de  licență
I. Facultatea de ȘTIINȚE ECONOMICE
Specializarea CONTABILITATE ȘI INFORMATICĂ DE GESTIUNE
Misiunea programului este de a forma specialiști ce dețin cunoștințe și competențe necesare organizării și conducerii contabilității moderne, utilizării acestora în managementul entității organizației.
Competențe profesionale:
- Identificarea și înregistrarea operațiunilor economice în contabilitatea entității/organizației
- Utilizarea resurselor informatice în domeniul financiar-contabil
- Prelucrarea informațiilor în vederea întocmirii de rapoarte financiar-contabile și/sau fiscale 
Specializarea FINANȚE ȘI BĂNCI
Obiectivul principal al  specializării este pregătirea în domeniul finanțelor, asigurărilor, băncilor și burselor de valori cu activitate în spațiul intern și internațional.
Competențe profesionale:
-Utilizarea adecvată a conceptelor, teoriilor, metodelor și instrumentelor de natură financiară în   entitățile/organizațiile private și publice 
- Culegerea, analiza și interpretarea de date și informații referitoare la probleme economico-financiare
- Execuția de operațiuni și tranzacții financiare specifice entităților/organizațiilor private și publice 
- Implementarea planurilor și bugetelor la nivelul entităților/organizațiilor private și publice
- Aplicarea deciziilor financiare în cadrul entităților/organizațiilor private și publice
Specializarea ADMINISTRAREA AFACERILOR
Misiunea acestui program de studiu o reprezintă formarea de specialiști, capabili să răspundă atât nevoilor de dezvoltare a companiilor naționale și multinaționale, cât și a exigențelor firmelor preocupate să-și dezvolte activitatea la nivel internațional.
Competențe profesionale:
- Culegere, prelucrare și analiză de informații privind interacțiunea mediu extern-întreprindere/ organizație
- Asistență pentru administrarea activității ansamblului întreprinderii/ organizației 
- Utilizarea bazelor de date specifice administrării afacerilor
Specializarea MARKETING
Specializarea oferă posibilitatea formării cunoștințelor și competențelor necesare pentru dezvoltarea unei cariere motivate în domeniul marketingului la nivel european
Competențe profesionale:
- Utilizarea adecvată a conceptelor, metodelor, tehnicilor și instrumentelor de marketing
- Utilizarea instrumentelor și a aplicațiilor informatice în activitățile de marketing
- Culegerea, analiza și interpretarea informațiilor de marketing privind organizația 
- Fundamentarea și elaborarea mix-ului de marketing 
- Utilizarea tehnicilor de vânzare 
- Organizarea activităților de marketing în cadrul organizației
Competențe transversale pentru toate specializările facultății de Științe Economice:
- Aplicarea principiilor, normelor și valorilor eticii profesionale în cadrul propriei strategii de muncă riguroasă, eficientă și responsabilă. 
- Identificarea rolurilor și responsabilităților într-o echipă plurispecializată și aplicarea de tehnici de relaționare și muncă eficientă în cadrul echipei.
- Identificarea oportunităților de formare continuă și valorificarea eficientă a resurselor și tehnicilor de învățare pentru propria dezvoltare.

II. Facultatea de ADMINISTRAȚIE PUBLICĂ
Specializarea ADMINISTRAȚIE PUBLICĂ
Misiunea programului de studiu este de a oferi studenților posibilitatea de a se dezvolta în cariera managerială a înalților funcționari publici, de a obține competențe și abilități necesare procesului continuu de reformă a administrației publice.
Competențe profesionale:
- Utilizarea conceptelor și principiilor fundamentale de organizare și funcționare a structurilor administrative pentru inserția profesională în instituții publice și/sau private
- Identificarea și aplicarea dispozițiilor legale cu privire la sistemul administrativ, inclusiv inițierea și formularea de propuneri de acte normative și/sau administrative
- Administrarea activităților specifice din domeniu, cu respectarea eticii și deontologiei profesionale
Competențe transversale:
- Îndeplinirea la termen, în mod riguros, eficient și responsabil, a sarcinilor profesionale, cu respectarea principiilor etice și a deontologiei profesionale

## Studii universitare de masterat
1. Programul de studii de masterat CONTABILITATE, AUDIT ȘI CONSULTANȚĂ 
Misiunea și respectiv obiectivul programului constă în pregătirea de specialiști cu studii superioare aprofundate în domeniul contabilității financiare și manageriale pentru entități economice în orice domeniu de activitate, capabili să opteze pentru o politică contabilă, fiscală sau juridică care să rezolve eficient problematica complexă a deciziilor la nivelul acestor entități.
Absolvirea Programului de masterat Contabilitate, Audit și Consultanță asigură accesul la stagiu în cadrul Camerei Auditorilor Financiari din România .
2. Programul de studii de masterat EFICIENȚĂ ȘI RISCURI ÎN ACTIVITATEA BANCARĂ, ASIGURĂRI ȘI PIEȚE DE CAPITAL
Misiunea programului constă în furnizarea de cunoaștere și aptitudini menite să formeze profesioniști cu șanse de promovare în domeniul bancar, asigurărilor și piețelor de capital.
Programul este centrat pe discipline de aprofundare și diversificare a cunoștințelor de specialitate, care să asigure soliditate științifică și expertiză și să legitimeze probitatea și competența profesională.
3. Programul de studii de masterat ADMINISTRAREA ȘI EFICIENȚA ÎN AFACERI
Misiunea programului constă în pregătirea, în domeniul economiei și administrării afacerilor, a specialiștilor de înaltă calificare, capabili să înțeleagă și să anticipeze schimbările intervenite pe piața muncii, în contextul mișcărilor de integrare regională și globalizare a economiei.
Programul de master privește cu precădere discipline aplicative în vederea maximizării rezultatului economic în mediul internațional de afaceri.
4. Programul de studii de masterat ADMINISTRAȚIE EUROPEANĂ. INSTITUȚII ȘI POLITICI PUBLICE
Misiunea programului constă în furnizarea de cunoaștințe interdisciplinare care fundamentează aceste studii, influența politicului asupra economicului, socialului și culturalului în spațiul național cât și european.
Programul de master asigură o structură disciplinară flexibilă care se adaptează tendințelor teoretice majore ale momentului (studii politice regionale de guvernanță și de administrație centrale și locale, studii europene și de drept etc.)
Asigură transmiterea către masteranzi a cunoștințelor care să permită viitorilor absolvenți să își construiască și consolideze o carieră în instituțiile europene, acordându-le posibilitatea reală de a ocupa funcții manageriale în sectorul public

## Programele de studii postuniversitare
- Economia afacerilor și managementul riscurilor
- Guvernanța, managementul riscurilor și sistemul de control
- Managementul performanței  în dezvoltarea carierei functionarilor publici
- Administrarea afacerilor în comerț, turism și servicii
- Asigurări și reasigurări
- Medierea bancară, comercială ți fiscală
- Managementul riscurilor în activitatea bancară și piețe de capital

## Programele de perfecționare
- Auditor intern în sectorul public
- Expert accesare fonduri structurale și de coeziune europene
- Expert achiziții publice

## Cursuri de calificare
- Lucrător commercial
- Agent turism
- Asistent manager
- Contabil
- Comunicare în limba engleză
- Competențe informatice